# Bernhard Mensing
Bernhard Mensing, auch: Bernhard Mensinck, Bernhard Mensingus (* um 1520 in Lübeck; † 14. März 1567 in Rostock) war ein deutscher Rhetoriker und Logiker.

## Leben
Bernhard Mensing kam 1539 an die Universität Rostock und scheint dort das Baccalaureat erworben zu haben. Im Mai 1542 immatrikulierte er sich an der Universität Wittenberg. Dort war Philipp Melanchthon sein Lehrer in Logik, der ihm das nötige Rüstzeug vermittelt haben dürfte, so dass er sich am 3. Februar 1545 den akademischen Grad eines Magisters der sieben freien Künste erwerben konnte. Wahrscheinlich veranlassten ihn die Ereignisse des Schmalkaldischen Krieges, nach Rostock zurückzukehren.
Dort wurde er im Wintersemester 1547/48 in den Senat philosophischen Fakultät aufgenommen, las über Rhetorik, sowie Dialektik und wurde nach dem Tod von Andreas Eggerdes am 3. Oktober 1550 Professor der Logik. Mensing galt neben Konrad Pegel als Stütze der sich aus tiefen Verfall erholenden Universität. Er war eine Zeit lang Rektor der Regentie zum Einhorn, mehrfach Dekan der Rostocker philosophischen Fakultät und 1555, 1558, sowie im Wintersemester 1559/60 Rektor der Rostocker Akademie. Während seines Rektorats war er in den Streit um Johann Draconites hineingezogen, wobei er vergeblich zu vermitteln suchte. Neben Pegel war er seit 1550, mit der Übernahme seine Professur, der einzige lutherische Kanoniker am katholischen Domherrenstift in Rostock, welches er selbst einige Jahre im kurfürstlichen Auftrag verwaltete.
Mensing war zwei Mal verheiratet. Seine erste Ehe schloss er mit der Tochter des Bürgermeisters Hinrich Waren und dessen Ehefrau Anna (geb. Eggerdes). Seine zweite Ehe ging er mit Anna NN. ein.